# 말라얀틈새얼굴박쥐
말라얀틈새얼굴박쥐(Nycteris tragata)는 틈새얼굴박쥐과에 속하는 박쥐의 일종이다. 인도네시아와 말레이시아, 미얀마 그리고 타이에서 서식한다.

## 특징
보통 크기의 박쥐로 몸길이는 65~70mm이고 전완장은 46.7~52.8mm, 꼬리 길이는 70~72mm이다. 발 길이는 11~12mm, 귀 길이는 30~33mm, 몸무게는 최대 14g이다. 길고 양털처럼 부드러운 털을 갖고 있다. 털 색은 대체로 밝은 갈색빛 회색이다. 주둥이는 털이 없다. 귀는 아주 길고 좁으며 끝이 둥글다.

## 생태
나무 구멍이나 동굴 속, 버려진 건물 속에 작은 무리를 지어 생활한다. 호저가 살던 굴 속에서 발견되기도 한다. 먹이는 곤충이다. 일년에 한 두번 한 마리의 새끼를 낳는다. 생후 15~60일이면 젖을 뗀다.

## 분포 및 서식지
미얀마 반도와 태국, 말레이반도, 수마트라섬, 보르네오섬에 널리 분포한다. 딥테로카르푸스 일차림과 습지 숲에서 서식한다.